# Höldiser Sägmühle
Die Höldiser Sägmühle ist eine abgegangene Wassermühle auf der Gemarkung von Alfdorf, einer Gemeinde im baden-württembergischen Rems-Murr-Kreis. Die Mühle befand sich nördlich des heutigen Eisenbach-Stausees und wurde im 19. Jahrhundert aufgegeben.

## Lage
Die Wüstung befindet sich im Tal des Eisenbachs, an einem erhaltenen, etwa 250 Meter langen Mühlenkanal, der links vom Eisenbach abzweigt. Etwa 600 Meter nördlich liegt der Wohnplatz Mannholzer Ölmühle, etwa einen Kilometer südöstlich der Weiler Höldis, etwa 500 Meter südsüdöstlich fließt der Eisenbach in den Eisenbach-Stausee ein und etwa 400 Meter südwestlich steht das nächste Haus des Weilers Rienharz.

## Geschichte
Die Mühle muss zwischen 1686 und 1706 entstanden sein, da sie in der Kieserschen Forstlagerkarte noch nicht verzeichnet ist, jedoch 1706 als Besitz des Friedrich Weltz erwähnt wird. Im 19. Jahrhundert war die Sägemühle in der Hand einer Besitzergemeinschaft, der Johann Welz (wahrscheinlich ein Nachfahre des Friedrich Weltz), Ulrich Klenk, Johann Georg Schneider, Georg Michael Schneider, Georg Uebele, Christian Munz und Georg Bareiß angehörten. Die Höldiser Sägmühle dürfte also eine typische Bauernsägmühle gewesen sein. Die Bauern der Umgebung verwalteten das Sägewerk gemeinsam und jeder Landwirt durfte die Säge benutzen. Ende des 19. Jahrhunderts fiel die Höldiser Sägmühle dem Mühlensterben zum Opfer und wurde abgerissen. Überreste sind nicht mehr vorhanden.